# Jabloň hnědá

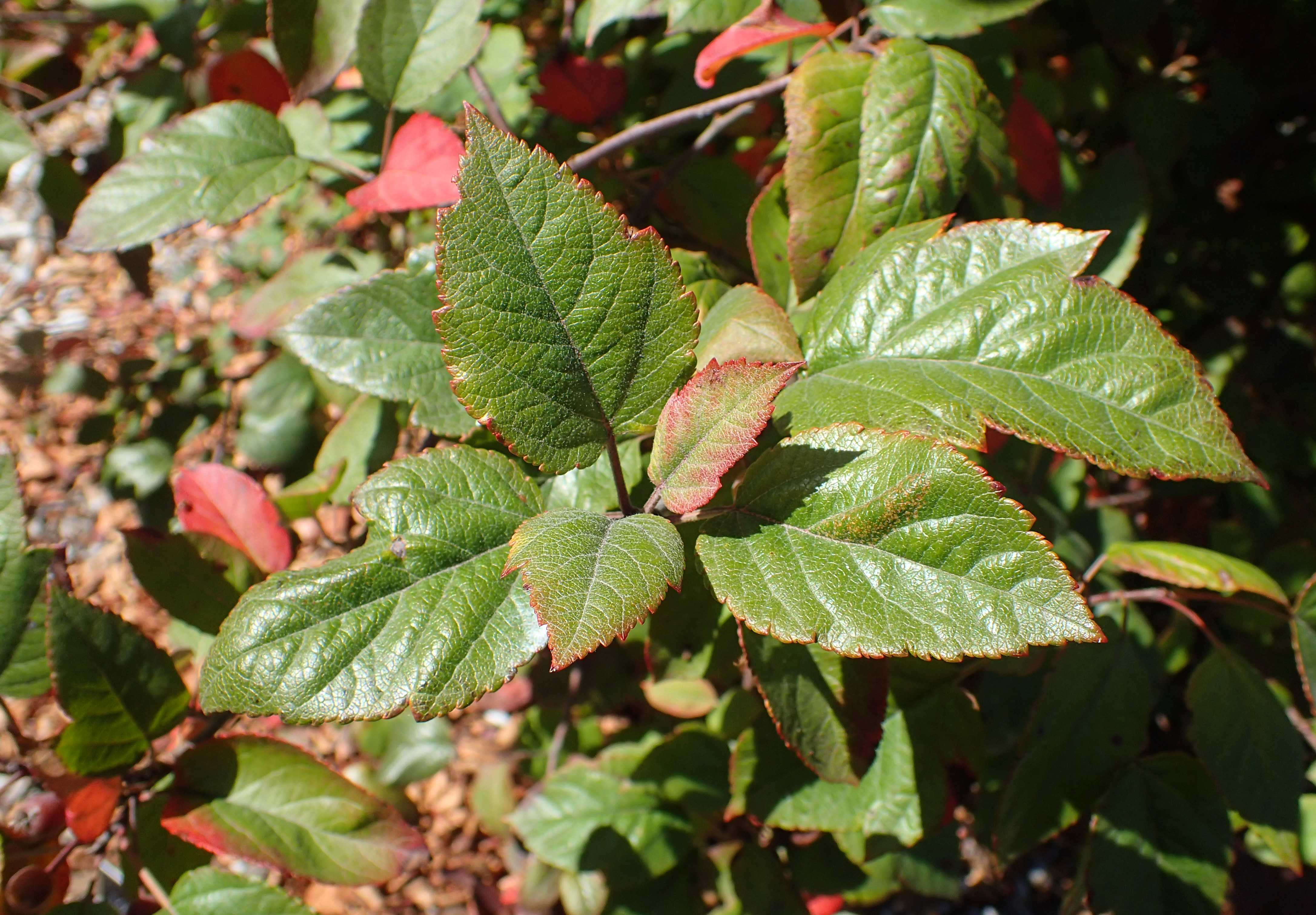
Listy

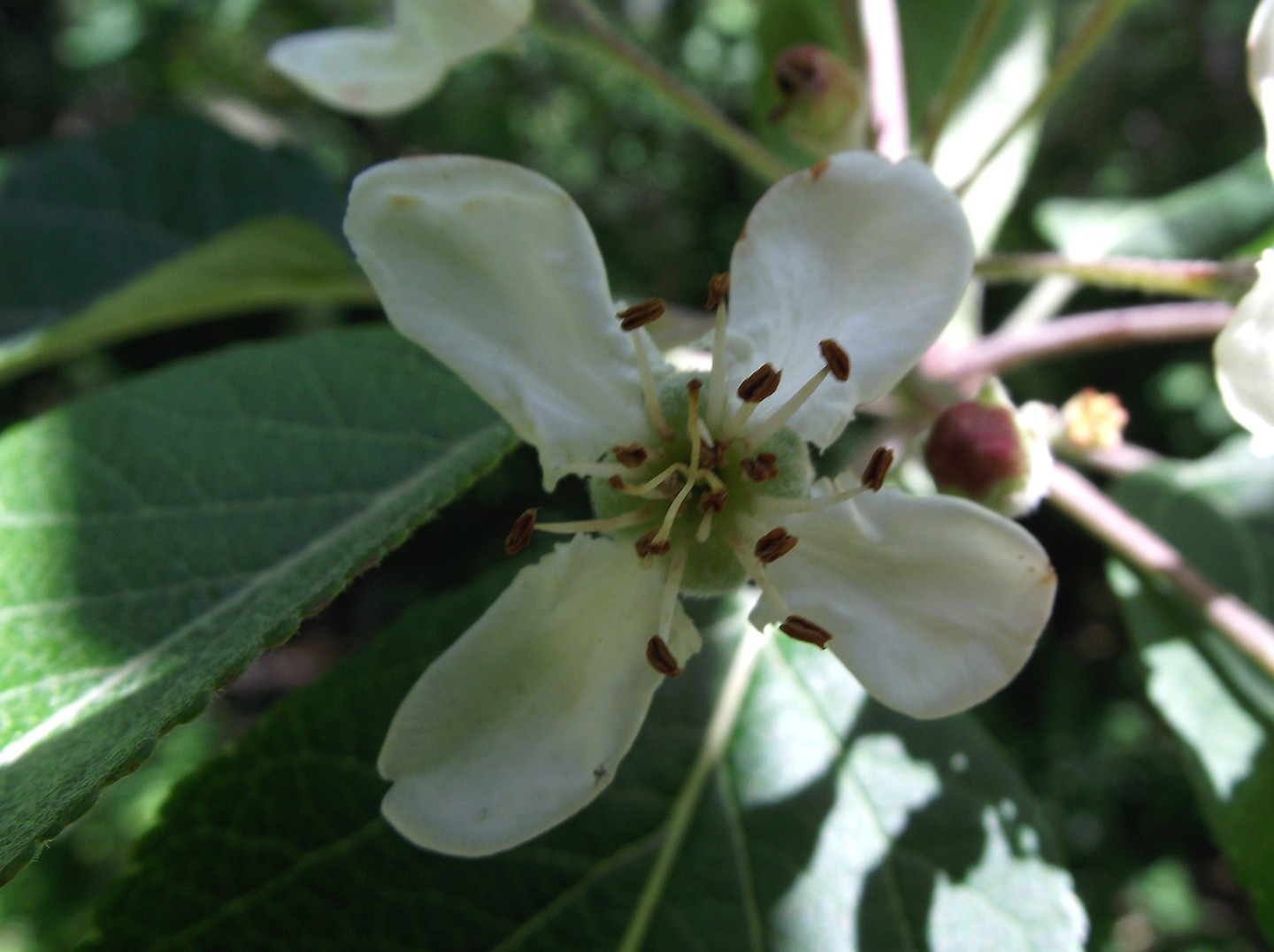
Květ

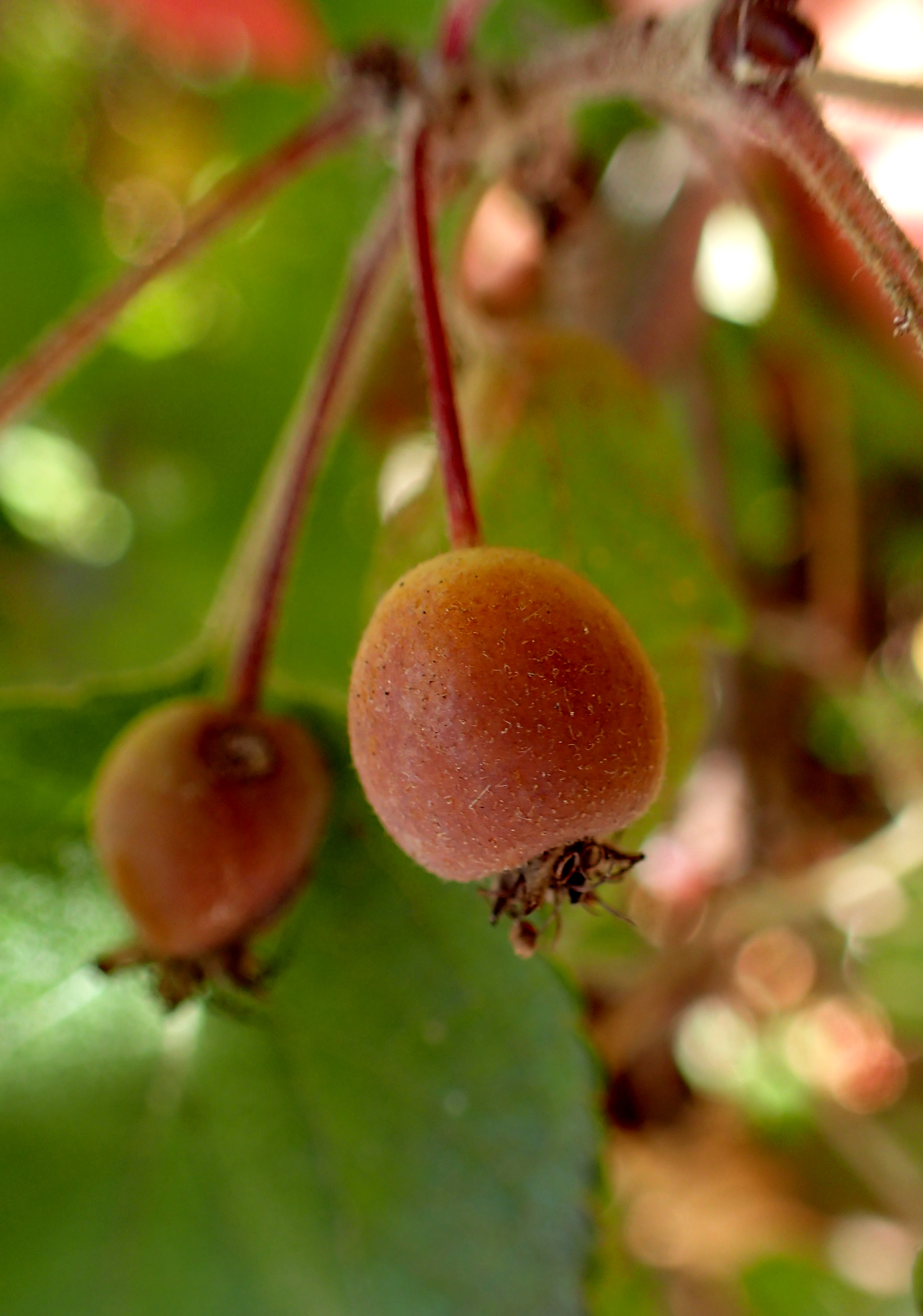
Plody

Jabloň hnědá (Malus fusca) je listnatý opadavý strom nebo někdy vysoký keř, který roste v přímořských oblastech na západě Severní Ameriky. Je původním druhem v nížinatém pacifickém pobřeží Kanady a Spojených států amerických, v hranicích od jihovýchodní Aljašky přes Britskou Kolumbii, Washington a Oregon až do severní Kalifornie. Je zvláštní, že má morfologicky i fylogeneticky mnohem blíž k východoasijským druhům rodu jabloň odděleným Pacifikem než k druhům rostoucím na východním pobřeží Spojených států.

## Ekologie
Je dřevinou tolerantní k těžkým jílovitým půdám a schopnou bez újmy v ní přezimovat v chladných a mokrých zimách. Preferuje plné slunce, ve stínu málo kvete a následně málo plodí. Má sice ráda vlhkou až mokrou půdu, snáší však i několikaměsíční období sucha. Roste i na mírně zasoleném stanovišti, často i v přímořských mokřadech zasažených průsakem mořské vody. Není závislá na pH půdy, která může být kyselá i zásaditá. Je považována za rostlinu rostoucí hlavně na místech dobře zásobených živinami, hlavně dusíkem. Obvykle se vyskytuje v bažinatých oblastech, které mohou být i brakické, na rašeliništích, podél vodních toků, ve světlých vlhkých lesích i na otevřených prostranstvích. Vyskytuje se až do nadmořské výšky okolo 1400 m n. m.
Rozkvétá po vyrašení listů v měsících dubnu a květnu. Plody dozrávají v srpnu a září, zralé většinou neopadají a zůstanou na stromech viset do zimy. Snáší poměrně chladné klima, v zimě i mrazy do –3 °C. Vytváří křížence s jabloní obecnou (Malus pumila). Ploidie druhu je 2n = 34.
Jabloň hnědá je náchylná k napadení dřevokaznými houbami, nejčastěji ji poškozují houby rodu václavka (Armillaria) z čeledi Physalacriaceae. Mezi viditelné znaky napadení patří praskání kůry, exsudát smůly na kmeni, předčasné žloutnutí listů a jejich opad; hluboké, závěrečné stadium hniloby kmene a kořenů se na podzim projevuje vyrůstáním kloboukatých plodnic hub.

## Popis
Listnatý, opadavý, pomalu rostoucí strom vysoký 8 až 10 m s kmenem do průměru 30 cm. Vzhledem k polokulovité, značně rozkladité koruně je kmen poměrně krátký a často bývá vícekmenný. Někdy místo stromu vyroste široce polokulovitý až kulovitý keř s větvemi do šířky rozloženými, které sahají do výšky téměř 5 m. Mladé letorosty jsou načervenalé, více či méně chlupaté, později dostává kůra barvu šedou až červenohnědou a listové pupenyy s pěti šupinami jsou vejčité, červenohnědé, asi 3 mm velké. Větve porůstají listy s řapíky okolo 2 cm dlouhými, jejich kopinaté až podlouhle eliptické čepele bývají dlouhé 3 až 10 cm a široké od 1 po 4 cm, na bázi jsou zaoblené, na vrcholu špičaté, po obvodě ostře pilovité a někdy bývají nepravidelně třílaločné. Listy jsou na lícní straně tmavě a na rubové světle zelené a v mládí obvykle oboustranně jemně chlupaté. Na podzim před opadem dostávají listy barvu červenou až matně žlutou.
Bělavě růžové květy, velké 20 až 25 mm, vyrůstají v šesti až dvanáctičetném chocholičnatém květenství. Květy s tenkými, ochmýřenými stopkami jsou lehce vonné, oboupohlavné a pětičetné. Kališní lístky jsou zelené, asi 4 mm dlouhé, trojúhelníkovité a vytrvalé. Korunní lístky jsou bílé nebo růžové, asi 12 mm dlouhé, mají 2 mm nehtík, bývají okrouhlé až vejčité a po okrajích vlnité. V květu je asi dvacet tyčinek dlouhých 5 mm a tři o málo delší čnělky. Po opylení se vytvoří ze spodního, tří až čtyřdílného semeníku jádřinec se semeny a zdužnatěním češule s korunními lístky vznikne dužnatá část plodu. Opylovány jsou hlavně včelami.
Plod je 1 až 1,5 cm velká, elipsovitá, dužnatá malvice, jablko. Ve zralosti je nažloutlé až tmavě červené, hodně kyselé, ale jedlé. V jádřinci, v suchomázdřitém endokarpu, obsahuje 5 až 12 červenohnědých semen. Na opačné straně plodu než je stopka jsou zbytky po zaschlém kalichu.

## Význam
Ovoce jabloně hnědé vyrůstá ve shlucích a přetrvává na stromě dlouho do zimy. Poskytuje tak pravidelně potravu pro plodožravé ptáky a po opadu i pro pozemní savce. Zralé plody jsou sice poživatelné i lidmi, jsou však kyselé a pro případnou výrobu marmelád a džemů potřebují dosladit. Pro pozdější konzumaci se po utržení obvykle nechávají uležet, tak postupně změknou a zesládnou, stejně tak jako na stromech po přejití mrazem. Jablka mají vysoký obsah pektinu a bývají pro zlepšení želírování přidávána do marmelád z jiného ovoce. Dřevo stromu je tvrdé a pružné, používá se k výrobě rukojetí nástrojů.